# Coelopacidia carinata
Coelopacidia carinata är en tvåvingeart som beskrevs av Friedrich Georg Hendel 1928. Coelopacidia carinata ingår i släktet Coelopacidia och familjen borrflugor.
Artens utbredningsområde är Kenya. Inga underarter finns listade i Catalogue of Life.